# Comtat de Santa Maria de Sants
El Comtat de Santa María de Sants és un títol nobiliari espanyol creat el 30 de juny de 1909 pel rei Alfons XIII a favor de Maties Muntadas i Rovira, membre de la poderosa família Muntadas, que va potenciar el desenvolupament del municipi de Santa Maria de Sants (actualment barri de Sants, principalment amb la indústria tèxtil La España Industrial.
La seva denominació fa referència a l'antic municipi de Santa María de Sants, integrat a la ciutat de Barcelona des de 1897, i convertit en barri d'aquesta ciutat. Pertany al Districte de Sants-Montjuïc.

## Comtes de Santa Maria de Sants
|                         | Titular                                             | Període                 |
| Creació per Alfons XIII | Creació per Alfons XIII                             | Creació per Alfons XIII |
| ----------------------- | --------------------------------------------------- | ----------------------- |
| I                       | Maties Muntadas i Rovira                            | 1909-1927               |
| II                      | María del Carmen Muntadas y Estruch                 | 1928-1970               |
| III                     | Josep Antoni Albert i Muntadas                      | 1970-1974               |
| IV                      | María del Carmen de Albert de Foncuberta y Muntadas | 1974-2022               |
| V                       | María Asunción Solá-Sert y de Albert                | 2022-                   |

## Història dels Comtes de Santa Maria de Sants
- Maties Muntadas i Rovira (1854-1927), I comte de Santa Maria de Sants.

1. Va casar amb Carme Estruch i Malet. El va succeir, el 5 d'octubre de 1928, la seva filla:

- Maria del Carmen Muntadas i Estruch (1882-1970), II comtessa de Santa Maria de Sants.

1. Va casar amb Josep Maria Albert i Despujol, I baró de Terrades. La va succeir el seu fill:

- Josep Antoni Albert i Muntadas (1910-1990), III comte de Santa Maria de Sants, II baró de Terrades.

1. Va casar amb María Asunción de Fontcuberta i de Pascual. El va succeir, per cessió el 18 d'abril de 1974, la seva filla:

- María del Carmen d'Albert de Foncuberta i Muntadas, IV comtessa de Santa Maria de Sants, III baronessa de Terrades.

Per ordre de 15 d'abril de 2021 (publicada al BOE del 26 del mateix mes) i reial carta de successió de 12 de gener de 2022, succeeix la seva filla, per cessió:
- María Asunción Solá-Sert y de Albert, V comtessa de Santa Maria de Sants. Actual titular.[2]